# Єльня (Гагарінський район)
Єльня (рос. Ельня) — присілок Гагарінського району Смоленської області Росії. Входить до складу Єльнинського сільського поселення.
Населення — 372 особи (2007 рік).

## Урбаноніми
У присілу є такі урбаноніми:
- вул Воднева
- вул Комсомольська
- снт Лебедки
- вул Лісова
- вул Молодіжна
- вул Нова
- вул Жовтнева
- вул Першотравнева
- вул Стара
- вул Шкільна